# Tripladenieae
Tripladenieae, maleni biljni tribus, dio porodice mrazovčevki. Pripadaju mu tri roda, dva monotipična, sa ukupno 4 vrste geofita, uglavnom iz Australije

## Rodovi
1. Kuntheria Conran & H.T.Clifford (1 sp.)
2. Schelhammera R.Br. (2 spp.)
3. Tripladenia D.Don (1 sp.)